# 国民革命军第一二八军
国民革命军第一二八军有两支不同的部队，分别是宁夏马鸿逵的部队和在湖北组建的河南保安团队组建的该军。

## 宁夏组建的第一二八军
1948年底组建：
- 军长卢忠良
- 副军长马宝琳、何晓霆
- 参谋长万民和
- 第256师：第十一军暂编第9师调归改称。师长卢忠良兼
- 第356师，师长马宝琳兼
- 宁夏保安第3师，师长周福才

该军编成后，先后参加了陕中战役、扶郿战役、陇东追击战。1949年9月宁夏战役中被歼灭。

## 河南保安团队组建的第一二八军
1947年8月武汉行辕（主任程潜）在河南信阳设立前进指挥所（指挥官张轸），指挥14个师、4个独立旅，对抗千里跃进大别山的刘邓大军。1947年11月改编为第五绥靖区。1949年2月信阳失守后，张轸兵团在孝感祁家湾火车站集结并于3月全军渡过长江，担负武昌至嘉鱼间的防务。1949年4月初，国防部公布张轸为第十九兵团司令官，赵子立、朱其平为副司令长官，辖2个军各3个师，另兵团直辖1个独立师，共7个师。主体为收编的10个河南省地方保安旅、豫南的土匪，还有一批南下逃难的青年学生，共4万人，部队装备差，纪律坏。兵团部设在粤汉线上的咸宁贺胜桥车站。第一二八军驻横沟桥：
- 军长辛少亭
- 第312师：随军部驻防山坡，师长张玉龙（张轸的外甥），副师长胡吉武，参谋长张玉瑚
- 第313师：驻防金口。第5绥靖区第5纵队保安第4旅（河南省遂平县）改编。师长鲍汝澧，副师长吕治平、高元承、丁建华
- 第314师：驻防法泗洲。师长张继烈（黄埔四期，张轸的侄子），副师长杨继业

1949年5月14日凌晨3时许，第四野战军强渡长江，武汉解放在即。张轸兵团司令部及直属5个营在贺胜桥被桂系第七军包围缴械，公私财物洗劫一空，张轸私人几十年积蓄被掠走。赵子立率一二七军三一〇、三一一师南逃。独立师师长张旭东感到国共内战自己的事太多，害怕不得宽恕，向张轸请求离开起义队伍，张轸放他离开金口。
5月15日拂晓，华中剿总副司令、河南省政府主席、兼第五绥靖区司令张轸、政工处长张了且、军需处长张鉴古率所属河南省政府一部、第五绥靖区司令部一部，所辖第一二八军（军长辛少亭）及第312、第313、第314，一二七军三O九师，共2.5万余人，在湖北省贺胜桥、山坡、金口等地通电起义。5月15日上午张玉龙、张继烈两个师与桂系第七军的2个团在马鞍山一带发生激战；辛少亭指挥部队阻击第七军的1个师和湖北省保安旅2个团向金口的进攻。张轸部金口起义，配合了四野先遣兵团主力在武汉下游团风渡过长江从金牛直插贺胜桥、江汉军区独立第一旅从武汉上游向汉阳推进，破坏了白崇禧原定的武汉撤退计划，放弃武汉迅速南退，从而使武汉三镇未及被破坏于16日、17日被解放军进占。驻汉阳县三羊头（今属奓山街道）的湖北省保安旅独立支队陈必祥部千余人，经张尹人动员后起义，编为鲍汝澧师为1个团。起义部队改编为中国人民解放军第五十一军。